# 기억: 제3제국의 중심에서

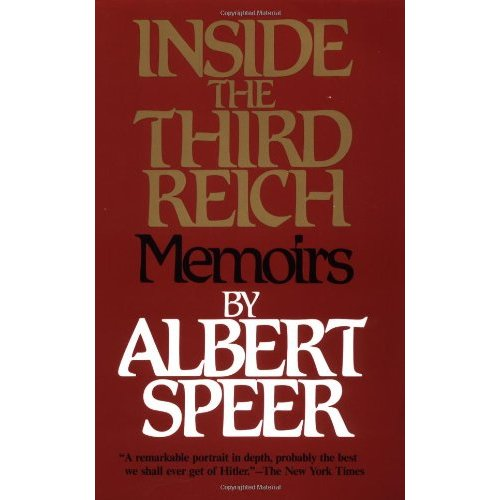
책 표지

《기억: 제3제국의 중심에서》(독일어: Erinnerungen, 영어: Memories: Inside the Third Reich)는 나치 독일의 군수장관이자 건축가였던 알베르트 슈페어의 회고록이다. 알베르트 슈페어가 슈판다우 형무소에서 20년 간 복역할 때 쓰였다. 2007년 《기억: 제3제국의 중심에서》라는 제목으로 한국어판이 출간되었다. 2016년 《알베르트 슈페어의 기억: 히틀러에 대한 유일한 내부 보고서》라는 이름으로 개정판이 나왔다.